# Secció de ciclisme de la Unió Esportiva de Sants
La secció de ciclisme de la Unió Esportiva de Sants fou una antiga secció del club ja desapareguda. Es va crear el 1922, amb la formació del club. L'entitat de Sants havia nascut amb la fusió de quatre clubs: dos de futbol, el Football Club Internacional i el Centre de Sports de Sants i dos ciclistes, el Club Ciclista de Sants i el Velo Sport Sants.
El 1923 va decidir organitzar la cinquena edició de la Volta ciclista a Catalunya. L'èxit obtingut va fer que l'organització de la "Volta" quedés sempre relacionada amb l'entitat de Sants. El 1926 va ser la impulsora de la construcció del Velòdrom de Sants que va dissenyar i promoure el president de la secció en aquells moments Francesc Maria Peris, recinte que va durar fins al 1932.
L'1 de gener de 2007 es va fer efectiu el canvi de nom de la secció a Volta Ciclista a Catalunya Associació Esportiva, sent-ne el seu president Rubèn Peris i Latorre. Aquesta nova entitat és l'actual organitzadora de la Volta a Catalunya, encara que la Unió Esportiva de Sants sempre en té la propietat.
La secció va tenir un equip professional de ciclisme, especialment de 1924 a 1948. Entre els seus ciclistes destaquen noms com Muç Miquel, Jaume Janer, Teodor Monteys, Antonio Andrés Sancho, Vicente Carretero, Isidro Bejarano, Federico Ezquerra, Manuel Izquierdo, Miquel Casas, Martín Mancisidor, Vicente Miró, Miquel Poblet, Joan Gimeno, Bernat Capó, Miquel Gual, Agustí Miró, Ignacio Orbaizeta, Bernardo Ruiz, Emilio Rodríguez o Josep Serra.